# Katorz
A Katorz a kanadai Voivod zenekar 2006-ban megjelent tizennegyedik nagylemeze (és tizenegyedik stúdióalbuma). A Katorz cím kiejtés szerint a 14-es számot jelenti a latin eredetű nyelvekben, mint például a spanyol, a portugál, az olasz vagy a francia.
Nem a megszokott körülmények között készült el a 14. album, ugyanis a Denis D'Amour (Piggy) gitáros 2005. augusztus 26-án elhunyt vastagbél rákban. A megelőző két évben Piggy és Jason Newsted folyamatosan új dalokon dolgoztak, és ebből a szettből tíz dalt vettek fel a Katorz-ra Piggy eredeti gitártémáinak felhasználásával. A dalok a 2003-as Voivod album irányvonalát vitték tovább.

## Az album dalai
Az összes szám zenéjét a Voivod írta, a dalszövegeket pedig Denis Belanger.
1. The Getaway – 3:58
2. Dognation – 4:06
3. Mr. Clean – 4:16
4. After All – 4:44
5. Odds & Frauds – 4:50
6. Red My Mind – 4:41
7. Silly Clones – 3:18
8. No Angel – 5:06
9. The X-Stream – 4:58
10. Polaroids – 5:08 videóklip

## Zenekar
- Denis Belanger "Snake" – ének
- Denis D'Amour "Piggy" – gitár
- Michel Langevin "Away" – dobok
- Jason Newsted "Jasonic" – basszusgitár